# Аква Аппія

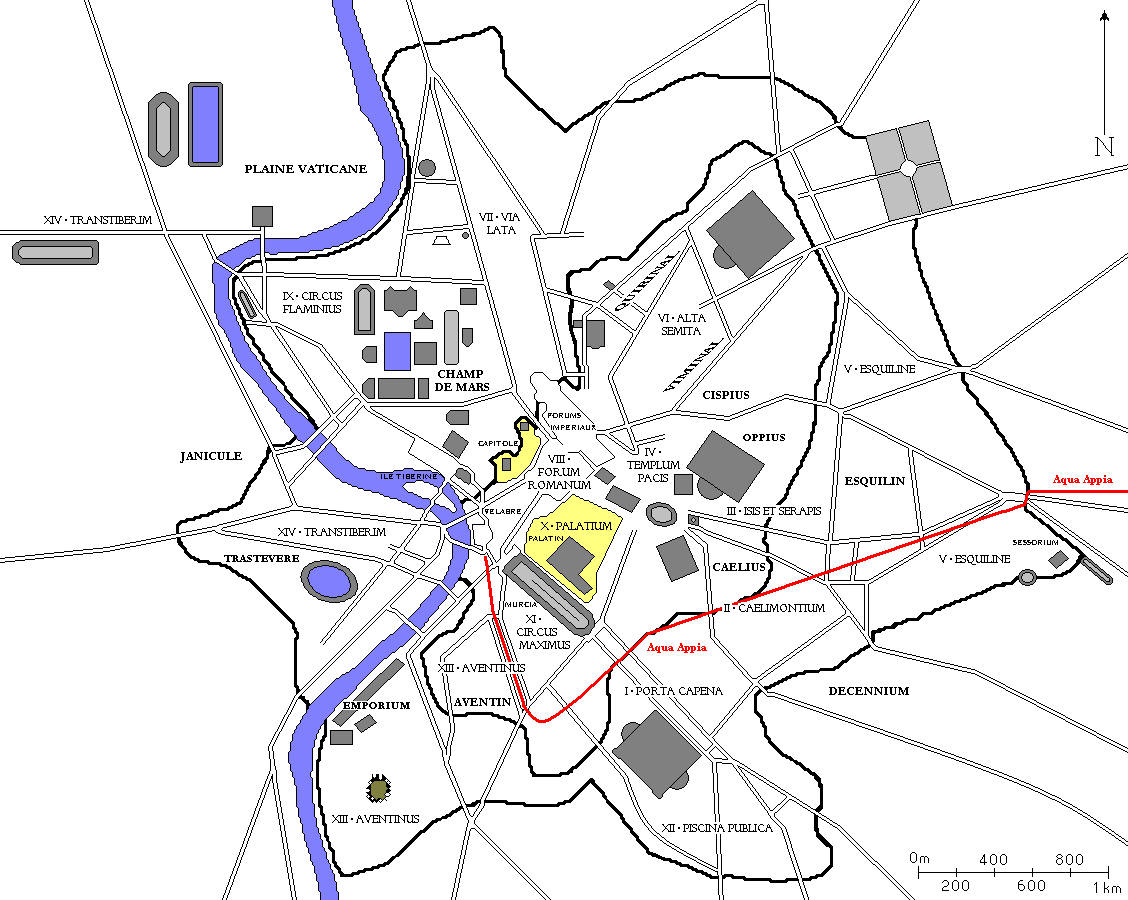
Акведук позначений червоним кольором

Аква Аппія (лат. Aqua Appia) — акведук, найстаріший водогін у Римі.

## Історія
До 312 рік до н. е. в Римі користувалися водою з р. Тибр, колодязів та джерел, але з ростом населення і потреб, води почало не вистачати. Акведук Аква Аппія був побудований у 312 році до н.е. під час цензорства Аппія Клавдія Цека у той самий рік, коли було побудовано і першу ділянку Аппієвої дороги. Водогін і дорога був назван в честь нього.
Підземне прокладення акведука пов'язують із зовнішньою загрозою — в IV ст. до н. е. Рим вів Самнітські війни, і тому наземний водопровід міг стати очевидною ціллю для противника. 
Його припинили використовувати за призначенням у I ст. до н.е., після цього став каналізацією римлян.
Акведук відновлювали Квінт Марцій (143 р. до н.е.), Агріппа(33 р. до н.е.)  та Август(11–4 рр. до н.е.)

## Опис
Довжина акведука 16,5 км. Маршрут водогону проклали по місцевості, що досить рівно спускалась до Риму. По широких цегляних каналах вода з гір сама стікала до Бичачого форуму в Римі, де наповнювали цистерни. З цистерн по свинцевих трубах, прокладених у мостових вулицях, вода розливалася містом і цілодобово випливала з кранів до численних міських басейнів, звідки її й набирали. Для безпеки водопровідні канали прибрали під землю, і більшість водогону прихована від очей. Але Рим стоїть на пагорбах, і на шляху водопроводу виявилася низовина між пагорбами Целій та Авентин. Пагорби з'єднали арковим мостом із каналом для води. Опори наземної частини акведуків з'єднані арками, що підтримують прольоти, всередині яких по закритому каналу текла вода.